# Diprotodontia
Os diprotodontes, que incluem os cangurus e os coalas, pertencem à maior ordem de marsupiais (Diprotodontia) com dez famílias e 117 espécies, todas da Australásia, principalmente da Austrália e Nova Guiné.
A sua característica principal é serem diprotodontes, ou seja, terem apenas um par de incisivos inferiores (embora algumas espécies apresentem um par adicional), enquanto que na maxila superior têm três pares; além disso, não possuem dentes caninos na maxila inferior, mas na superior têm um par, que podem ser selenodontes ou lofodontes (lisos ou com cristas, como os molares).
Outra característica é serem sindáctilos (como os bandicoots), com o segundo e terceiro dedos das patas traseiras competamente unidos pela pele, embora tenham sempre garras separadas.
A maioria dos diprotodontes é herbívora, mas algumas espécies tornaram secondariamente a serem  insectívoras, enquanto outras se especializaram em alimentar-se de seiva ou néctar, já a espécie fóssil do leão-marsupial havia evoluído em um predador carnívoro antes de sua extinção no final do pleistoceno. Algumas espécies de diprotodontes têm importância económica, na produção de carne e couro.

## Classificação
Até recentemente a ordem Diprotodontia era subdividida em duas subordens: Vombatiformes e Phalangerida. Kirsch et al. (1997), dividiu as famílias em três subordens.
- Subordem Vombatiformes
  - Família Phascolarctidae: coala (1 espécie)
  - Família Vombatidae: vombate (3 espécies)
  - Família †Thylacoleonidae: leão marsupial
- Subordem Phalangeriformes
  - Família Phalangeridae (27 espécies)
  - Família Burramyidae (5 espécies)
  - Família Tarsipedidae (1 espécie)
  - Família Petauridae (11 espécies)
  - Família Pseudocheiridae (17 espécies)
  - Família Acrobatidae (2 espécies)
- Subordem Macropodiformes
  - Família Macropodidae: cangurus, wallabies (65 espécies)
  - Família Potoroidae: rato canguru (10 espécies)
  - Família Hypsiprymnodontidae (1 espécie)